# Хьюард, Лесли
Лесли Хьюард (англ. Leslie Heward; 8 декабря 1897, Ливерседж, Йоркшир — 3 мая 1943, Бирмингем) — британский дирижёр и композитор.
В детстве пел в хоре мальчиков Манчестерского собора под руководством Сидни Николсона, у него же учился игре на органе, затем был помощником органиста. В дальнейшем окончил Королевский колледж музыки, где изучал композицию под руководством Чарлза Вильерса Стэнфорда, а с созданием дирижёрского класса вошёл в число его студентов.
Дирижировал спектаклями Британской национальной оперной компании, затем в 1924—1927 гг. работал в Кейптауне как музыкальный руководитель Кейптаунского муниципального оркестра и программный директор местной радиостанции. В 1930 г. возглавил Симфонический оркестр Бирмингема, которым руководил вплоть до своей смерти от рака. Дирижировал премьерой Симфонии соль минор Эрнеста Джона Морана (1938), записал её с Оркестром Халле; с этим же оркестром записал увертюру к оперетте Иоганна Штрауса (сына) «Летучая мышь», фортепианный концерт Грига (солист Бенно Моисеевич) и др. Моран, вспоминая Хьюарда, отмечал его особое пристрастие к малоизвестным произведениям, восклицая: «Счастлив был неопытный композитор, если первое исполнение его работы попадало в руки Лесли!». О дружеских отношениях, связывавших Хьюарда со многими музыкантами, говорил в своей мемориальной речи о нём Адриан Боулт.